# Świerzbowiec ludzki
Świerzbowiec ludzki, świerzbowiec drążący (Sarcoptes scabiei) – gatunek zewnątrzpasożytniczego roztocza (Acari). Wywołuje chorobę zwaną świerzbem (łac. scabies). Polega ona na tym, że pasożyt drąży w skórze żywiciela korytarze, wokół których pojawiają się, silnie swędzące, zaczerwienienie i opuchlizna. W wyniku drapania powstają spryszczenia (łac. eczematisatio), a uszkodzona skóra jest bramą dla wtórnych infekcji i zliszajowacenia skóry (łac. impetiginisatio). Pasożyt wybiera miejsca nieowłosione. U dorosłych są to najczęściej: boczne powierzchnie palców rąk, zgięcia i fałdy skórne, tułów (okolice pępka i sutków u kobiet, natomiast okolice płciowe i pachwiny u mężczyzn), pośladki oraz okolice nadgarstków i pas. U dzieci zmiany skórne mogą obejmować całe ciało, włącznie z podeszwami stóp. Zarazić się świerzbem można zarówno przez bezpośredni kontakt z chorym (⅔ przypadków), jak i w wyniku kontaktu z przedmiotami zanieczyszczonymi żywymi świerzbowcami (⅓ przypadków).
Jest on gatunkiem kosmopolitycznym. Najczęściej można go spotkać w miesiącach jesiennych i zimowych, natomiast szczyt zachorowalności na świerzb przypada na okres od sierpnia do listopada.

## Charakterystyka
Świerzbowiec ludzki, jak wszystkie gatunki w rzędzie Astigmata, nie ma tchawek, wobec czego oddycha całą powierzchnią stosunkowo miękkiego ciała. Ma bardzo rozwinięte szczękoczułki (chelicery), widoczne od strony grzbietowej i delikatne, złożone z 2–3 członów, nogogłaszczki (pedipalpy).
Jego ciało jest owalne i wypukłe na grzbiecie. Podział idiosomy na podosomę i hysterosomę nie jest dobrze widoczny z powodu braku bruzdy sejugalnej. Gnatosoma jest za to wyraźnie zaznaczona, narządy gębowe są zrośnięte i mają postać stożka. Chelicery zaopatrzone są w kleszcze na swych końcach, a głaszczki zrośnięte z narządami gębowymi. Z przodu ciała znajdują się, skierowane do przodu, I i II para odnóży, natomiast z tyłu – para III i IV, skierowane do tyłu. Pomiędzy parą II i III jest wobec tego wyraźny odstęp. Ponadto odnóża III i IV pary znajdują się na brzusznej stronie ciała i nie są widoczne od strony grzbietowej, której cała powierzchnia, z wyjątkiem małego obszaru znajdującego się bezpośrednio za gnatosomą, pokryta jest chitynowymi fałdkami i bruzdami. W jej centralnej części występuje grupa zębowatych łusek, których zagęszczenie zmniejsza się w kierunku tylno-bocznym. W połowie długości ciała, na stronie grzbietowej widoczne są 3 pary szczecin bocznych oraz 6 (czasami 7) szczecin środkowo-tylnych. Całe ciało pokrywa gęsto i drobno prążkowana, przejrzysta chityna. U samic na środku ciała po stronie brzusznej znajduje się otwór płciowy, mający postać poprzecznej szczeliny. Bliżej końca ciała leży natomiast bursa copularis.
U świerzbowca występuje dymorfizm płciowy, przejawiający się m.in. różnicą w rozmiarach obu płci. Samice są większe i osiągają długość 0,3–0,5 mm oraz szerokość 0,23–0,42 mm. Mniejsze samce mają 0,18–0,30 mm długości i 0,16–0,21 mm szerokości. Różnice między płciami przejawiają się także w budowie stóp. Samce można rozpoznać po występowaniu dzwonkowatych przylg na długich, nieczłonowanych szypułach u stóp I, II i IV pary odnóży. Samice natomiast mają przylgi jedynie na stopach I i II pary, zaś na III i IV parze ich miejsce zajmują długie szczeciny. Osobniki męskie całe życie spędzają na powierzchni ciała żywiciela, zaś żeńskie są w stanie przeżyć poza ciałem do 10 dni.
Nimfy tego gatunku są morfologicznie podobne do samicy. Nie posiadają jednak otworu płciowego. Larwy mierzą 0,11–0,12 mm i przypominają nimfy o zredukowanej liczbie odnóży krocznych (jedna para tylna zamiast dwóch).

## Ekologia
Świerzbowiec jest ektopasożytem człowieka oraz innych ssaków, takich jak: kopytne, wołowate, dziki, wombaty, koale oraz niektóre małpy. Odżywia się ich płynem tkankowym i skórą, a dokładniej zrogowaciałą warstwą naskórka, w której drąży długie na 3–4 cm tunele, wypełniając je przy tym swoim kałem o szaroczarnej barwie. Jeden pełny cykl rozwojowy świerzbowca ludzkiego trwa od dwóch do trzech tygodni (zwykle 14–17 dni). Z zapłodnionego jaja wykluwa się larwa, którą od postaci dorosłej dzielą dwie formy przejściowe, kolejno: protonimfa i tritonimfa. Na powierzchni skóry żywiciela samiec zapładnia samicę, będącą w stadium tritonimfy. Ta, po dorozwoju, drąży w warstwie rogowej naskórka mały tunel, wchodzi do niego, a po kilku godzinach zaczyna składać jaja w tempie 2–5 na dobę. Sam kanalik jest wydłużany dziennie o 0,5–5 mm (intensywniej podczas snu żywiciela) przez całe dorosłe życie samicy, które trwa około 4 tygodni. W tym czasie zdąży ona złożyć 30–50 jaj.
Po 3–4 dniach od złożenia z jaj wylęgają się larwy. Wychodzą z macierzystych kanalików i wnikają do torebek włosowych, gdzie kończą swój rozwój. Samce rozwijają się szybciej (4–6 dni od wylęgu larw), niż samice (zwykle 14 dni, ale czasami mniej, niż 10). Tylko 1/10 wszystkich złożonych jaj dożywa stadium dorosłego.